# Сан Коломбано (Форли-Чезена)
Сан Коломбано (итал. San Colombano) је насеље у Италији у округу Форли-Чезена, региону Емилија-Ромања.
Према процени из 2011. у насељу је живело 624 становника. Насеље се налази на надморској висини од 97 м.